# John Edwards (politicus)
Johnny Reid (John) Edwards (Seneca (South Carolina), 10 juni 1953) is een Amerikaans oud-politicus van de Democratische Partij. Hij was senator voor North Carolina van 1999 tot 2005.
In 2004 was hij verliezend kandidaat voor vicepresident. Het lukte niet als running mate van John Kerry te winnen van George Bush. In december 2006 stelde hij zich kandidaat voor de presidentsverkiezingen van 2008. Op 30 januari 2008 trok hij zich uit deze verkiezing terug wegens het uitblijven van succes. Hij behaalde tot dan toe nog geen enkele overwinning in de voorrondes.

## Opleiding en begin carrière
Edwards haalde in 1974 een B.S. in textieltechnologie aan de Staatsuniversiteit van North Carolina. In 1977 haalde hij een graad in de rechtsgeleerdheid aan de Universiteit van North Carolina te Chapel Hill. Na zijn studie werd Edwards advocaat voor personen die gewond waren geraakt als gevolg van nalatigheid van bedrijven en overheden. Hij was onder meer verantwoordelijk voor een schadevergoeding van 25 miljoen dollar die Sta-Rite aan een cliënt moest betalen, de hoogste schadevergoeding voor persoonlijke verwondingen in de geschiedenis van de staat North Carolina. Edwards bracht zichzelf in deze periode naar voren als de verdediger van 'de kleine man'.

## Politieke carrière

### Senaat
In 1998 werd Edwards als senator voor North Carolina gekozen, waarbij hij de favoriete Republikein Lauch Faitcloth versloeg. Door zijn juridische ervaring had hij vervolgens ook een belangrijke rol voor de Democraten in de rechtszaak tegen Bill Clinton. In 2000 werd Edwards door People Magazine verkozen tot 'meest sexy politicus'.

### Presidentskandidaat 2004
Voor de Amerikaanse presidentsverkiezingen van 2004 wierp Edwards zich op als Democratisch kandidaat bij de voorverkiezingen. Hierdoor weigerde hij een poging tot herverkiezing voor de senaat in 2003. John Kerry won deze voorverkiezingen en maakte op 6 juli 2004 bekend dat hij Edwards graag als zijn running mate wilde bij de verkiezingen. Aangezien Kerry uit het noorden afkomstig is en Edwards uit het zuiden werd het een ideale combinatie genoemd. Maar Bush won.

### Presidentskandidaat 2008
Edwards maakte twee jaar later, op 27 december 2006, bekend dat hij zich kandidaat ging stellen voor de presidentsverkiezingen van 2008. Bij de caucus in Iowa op 3 januari 2008 eindigde hij verrassend als tweede, vóór Hillary Clinton maar achter winnaar Barack Obama. Op 8 januari werd hij in New Hampshire met 17% derde, met ruime achterstand op Clinton en Obama, wier tweestrijd hem naar de achtergrond schoof. Op 30 januari 2008 stapte hij dan ook uit de race om de presidentsverkiezingen.

## Privé
Edwards en zijn vrouw Elizabeth hebben vier kinderen. Hun zoon Wade overleed in 1996 als gevolg van een auto-ongeluk. Ter nagedachtenis aan hem richtten zij de Wade Edwards Foundation op die vooral investeert in onderwijsprojecten.

### Affaire
In augustus 2008 liet Edwards tegenover ABC News weten dat hij verwikkeld was in een buitenechtelijke affaire met documentairemaakster Rielle Hunter, en dat hij daarover had gelogen tijdens zijn 'presidentiële run' van 2008. Hij benadrukte dat hij bij haar geen kind had verwekt, en verklaarde desnoods een vaderschapstest te zullen ondergaan. In januari 2010 gaf Edwards toe dat hij de vader van het kind is.
Edwards vrouw Elizabeth stierf op 7 december 2010 aan de gevolgen van kanker.

### Fraude met verkiezingsdonaties
Op 3 juni 2011 werd John Edwards bij een Amerikaanse Federale rechtbank in North Carolina aangeklaagd wegens het onwettig aantrekken van verkiezingsdonaties tijdens de presidentiële voorverkiezingen in 2008. Edwards zou 900.000 USD hebben aangenomen, zonder dit aan te geven aan de controlecommissie (Federal Election Commisson). Dit bedrag overstijgt immers de wettelijke maximumgrens die één persoon mag doneren ruimschoots (2.300 USD). Deze gelden zouden gebruikt zijn om de buitenechtelijke affaire die Edwards had, verborgen te houden. Op de volledige aanklacht staat 30 jaar cel en een boete van 1,5 miljoen USD. In 2012 volgde het proces; Edwards werd uiteindelijk deels vrijgesproken en een deel van de aanklachten werden nietig verklaard.
- Bibsys: 6046308
- Gemeinsame Normdatei: 129759562
- International Standard Name Identifier: 0000 0001 1612 8285
- Library of Congress Control Number: n2003114618
- Nationale Bibliotheek van Polen: a0000003709638
- SNAC: w6q53xxg
- Biographical Directory of the United States Congress: E000286
- Virtual International Authority File: 28796732
- WorldCat: E39PBJvhkWqjPpmhtcfw4PKWXd